# Komen
Komen là một khu tự quản (tiếng Slovenia: občine, số ít – občina) trong vùng Obalno-kraška của Slovenia. Komen có diện tích 102.7 km2, dân số là theo điều tra ngày 31 tháng 3 năm 2002 là 3515 người. Thủ phủ khu tự quản Komen đóng tại Komen.